# Rho1 Arietis
Rho1 Arietis (ρ1 Arietis förkortat Rho1 Ari, ρ1 Ari,) är Bayerbeteckning för en ensam stjärna i mellersta delen av stjärnbilden Väduren. Den har en skenbar magnitud på 7,01 och är mycket svagt synlig för blotta ögat där ljusföroreningar ej förekommer. Baserat på parallaxmätningar inom Hipparcos-uppdraget på 12,1 mas befinner den sig på ett beräknat avstånd av ca 270 ljusår (83 parsek) från solen.

## Egenskaper
Rho1 Arietis är en blå till vit stjärna i huvudserien av spektralklass A5 V. Den har en radie som är ca 2,2 gånger solens radie och avger ca 9 gånger mer energi än solen från dess fotosfär vid en effektiv temperatur på ca 6 900 K.